# 김태수 (1958년)
김태수(한국 한자: 金泰洙, 1958년 2월 25일 ~ )는 대한민국의 전 축구 선수이며, 포지션은 수비수였다.
한편, 1999년 12월 31일 3년 계약 형식으로 대우 감독에 취임했지만 안정환 신범철 이장관 우성용 마니치 등 일부 대우 선수들이 2000년 1월 초  "대우 축구단이 주택은행으로 넘어갈 경우 즉시 이적하겠다"며 집단 반발했고 대우 축구단은 2000년 2월 10일 현대산업개발에 전격 매각됐으며 축구단 선수들(매각 전 다른 팀으로 옮겨갔거나 은퇴한 선수 제외)과 코칭스태프 프런트 본인(김태수) 단장(안종복)까지 승계할 계획이었다.
특히, 앞서 언급한 사람들 중  안종복 단장은 '축구행정가'로 이름을 쌓은 터라 현대산업개발이 고문으로 영입할 뻔 했지만  대우와 김우중 전 회장에 대한 도리 탓인지 2000년 2월 25일 고문 제의를 고사하여 축구계를 떠나야 했으며 현대산업개발은 2000년 2월 10일 구단 인수사실을 발표하면서 코칭스태프를 그대로 승계한다고 밝혔으며 이병기 신임단장이 같은 달 21일 부산으로 내려가서 본인(김태수)에게 이같은 의사를 전달했다.
하지만, 현대산업개발은 이틀 뒤 김호곤 연세대 감독을 총감독으로 임명했으나 이 과정에서 현대산업개발이 인수과정에서 수차 밝힌 바 있는 `코칭스태프, 선수, 프런트의 100% 승계' 약속을 어겼다는 비난을 피하려는 편법이라는 지적이 제기됐다.
그 결과 2000년 3월 1일 창원에서 벌어진 중국 프로팀 랴오닝 푸순과의 창단 기념경기 당시 김호곤 총감독이 벤치 대신 관중석에 앉아 선수들의 경기를 지켜보기도 했고 창단식 전까지 구단 명칭과 로고가 정해지지 않아 기업 로고인 영문 알파벳 'I'와 '현대아파트'를 유니폼 앞면에 붙이면서 팀명 없이 경기를 치뤘으며 이 날 1-0으로 승리했으나 공격 수비는 안정환 등 주전들의 결장과 기량이 미숙한 신인들의 투입으로 크게 만족스럽지 못했다.
이런 충격 탓인지 공식경기 데뷔전 이후  감독직에서 물러나야 했는데 대우 감독 취임 후 국내 훈련과 해외 전지훈련을 하면서 12차례 연습경기에서  7승 3무 2패를 기록하기도 했다.